# 77 a.C.
Il 77 a.C. (LXXVII a.C. in numeri romani) è un anno  del I secolo a.C.

## Eventi
- Rivolta di Marco Emilio Lepido contro Roma stroncata dal proconsole Quinto Lutazio Catulo e da Gneo Pompeo Magno con le battaglie di Mutina (attuale Modena), del Campo Marzio a Roma e di Cosa (nei pressi dell'attuale Grosseto).

## Nati
- Fulvia, nobildonna romana († 40 a.C.)

## Morti
- Tito Quinzio Atta, poeta romano